# Lakshmipura, Madhugiri
Lakshmipura là một làng thuộc tehsil Madhugiri, huyện Tumkur, bang Karnataka, Ấn Độ.